# Zell an der Speck

Stele

Zell an der Speck (amtlich: Zell a.d.Speck) ist ein Kirchdorf und Gemeindeteil von Nassenfels im Landkreis Eichstätt im Naturpark Altmühltal. Es gehört mit der Sächenfartmühle zur Gemarkung Meilenhofen.

## Lage
Der Ort liegt im Schuttertal eineinhalb Kilometer westlich von Nassenfels bzw. der Speckmühle in Richtung Meilenhofen. „Speck“ bedeutet hier Knüppeldamm oder Prügelweg. Vom Vicus Scuttarensium aus führte eine Römerstraße durch das heutige Zell weiter in Richtung Treuchtlingen. Ein „Speckgraben“ als Entwässerungsgraben verläuft parallel zur Schutter.

## Geschichte
Der Ortsname dürfte sich von einem Fronhof des nahen Benediktinerinnenklosters Bergen herleiten; nach anderer Lesart könnte er ein Feldteil bedeuten. 1239 hatte das Augustiner-Chorherrenstift Rebdorf bei Eichstätt Besitzungen in Zell. Um 1300 wurde das Dorf als eigenständige Pfarrei bezeichnet. 1422 stand bei Zell eine Leonhardikapelle als Wallfahrtsstätte.
Zell gehörte bis zur Säkularisation und damit bis zur Auflösung des Hochstifts Eichstätt 1802 zur Landvogtei mit Sitz auf der Willibaldsburg Eichstätt. Nach kurzer toscanischer Herrschaft wurde Zell 1806 bayerisch. Unter der Herrschaft des Herzogs von Leuchtenberg, des Stiefsohnes Napoleons und Schwiegersohns des bayerischen Königs, Fürst von Eichstätt Eugène de Beauharnais, wurde Zell mit dem größeren Meilenhofen 1818 zu einer Gemeinde zusammengeschlossen. Zell selber hatte 1821 zehn Häuser, in denen elf Familien mit 60 Personen wohnten. Als 1833 das Fürstentum Eichstätt wieder an Bayern zurückfiel, kam auch die Gemeinde wieder an Bayern. Ab 1838 wurde sie, vom Regenkreis in den Rezatkreis eingegliedert, mit diesem mittelfränkisch. Die politische Gemeinde Meilenhofen schloss sich anlässlich der Gebietsreform am 1. April 1971 dem Markt Nassenfels an. Am 1. Juli 1972 wechselte der vergrößerte Landkreis Eichstätt nach Oberbayern.

## Sehenswürdigkeiten
- Die katholische Kirche St. Vitus, Filialkirche von Meilenhofen, ist ein Bau von 1724, wohl vom Eichstätter Maurermeister Hans Deller nach dem Plan von Benedikt Ettl errichtet. Über dem Chor steht ein achtseitiger Dachreiter mit Blechkuppel. Der zweisäulige, barocke Hochaltar stammt von 1710, der geschweifte Aufzug ist zwei Jahrzehnte später entstanden. Auch die Seitenaltäre sind von 1710. Alle Altarblätter sind jüngeren Datums. Die schmucklose Kanzel ist von 1700. Das Deckengemälde schuf 1913 Franz Hartmann. – Die 172 Katholiken des Ortes (Stand: 2003) werden vom Pfarrer von Ochsenfeld mitversorgt. Die evangelischen Christen Zells gehören zur Evangelisch-lutherischen Kirchengemeinde Eichstätt.
- Am Ortsrand befindet sich ein Soldatenfriedhof vom Ende des Zweiten Weltkriegs mit 18 Gräbern deutscher Soldaten und einem Grab eines US-Soldaten.[4][5]
- Am östlich gelegenen, nahen Speckberg, einer Erhebung inmitten des Schuttertales mit Steppenheidelandschaft, wurden Funde aus der Altsteinzeit, der Mittel- und der Jungsteinzeit gemacht.[6]
- Am Weg nach Meilenhofen erinnert ein gemauerter Bildstock mit gemaltem Bild an einen tragischen Unglücksfall. Die – kürzlich restaurierte – Inschrift lautet: „Sie hat den Liebsten nicht erkennt |  die Spindl ihm ins Herz neigrennt | Er hat sie nur erschrecken g'wollt | und sich dabei den Tod geholt | Ave Maria.“